# شوكران كبير

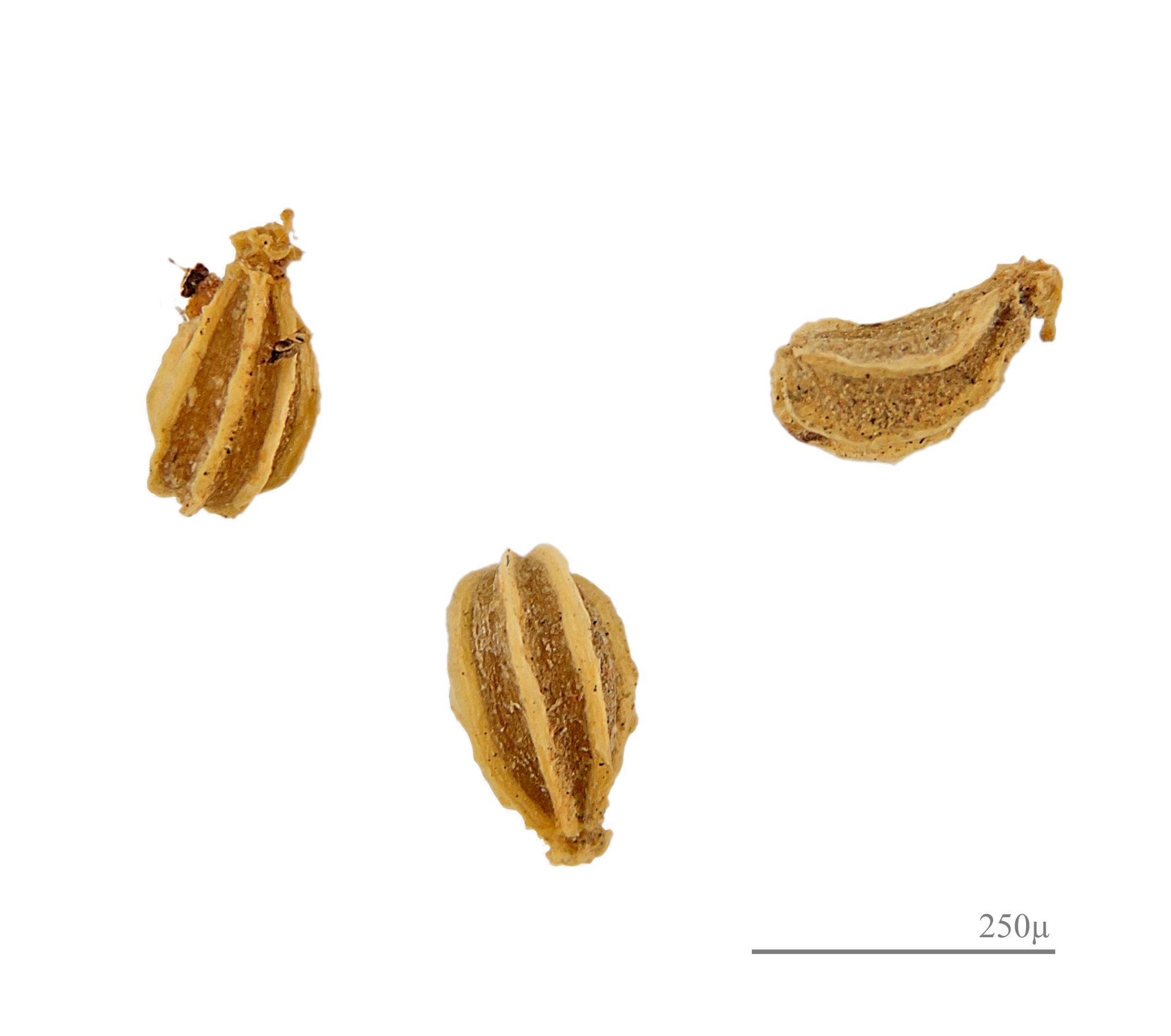
Conium maculatum

الشَّوْكران الكبير أو السيكران (بالإنجليزية: Conium)‏ هو جنس نباتي عشبي من النباتات مغطاة البذور ذات الحولين عالية السمية من الفصيلة الخيمية (Apiaceae).
يستخلص منه سم الشوكران وهو مركب شبه قلوي.

## من أنواعه
- الشوكران الأبقع (باللاتينية: C. maculatum) وهو نبات موطنه أوروبا و منطقة حوض البحر الأبيض المتوسط.
- الشوكران الإفريقي (باللاتينية: C. chaerophylloides) وموطنه جنوب أفريقيا.